# 418 aC
El 418 aC va ser un any del calendari romà prejulià. Era també l'any 336 ab urbe condita, o de la fundació de la ciutat de Roma. L'ús del nom «418 aC» per referir-se a aquest any es remunta a l'alta edat mitjana, quan el sistema Anno Domini va ser el mètode de numeració dels anys més comú a Europa.

## Esdeveniments
- Es publica Io, d'Eurípides.[2]
- Campanya d'Esparta contra Argos. Es reinicia la Guerra del Peloponnès. A la Batalla de Mantinea són vençudes les forces d'Atenes i Argos.[3]
- A Roma van ser elegits tribuns amb potestat consular: Luci Sergi Fidenat, Marc Papiri Mugil·là i Gai Servili Estructe Ahala.[4]
- Roma ataca als eqües amb mals resultats. Estructe Ahala va ser nomenat magister equitum del dictador Quint Servili Prisc Fidenat, elegit per a aconseguir la victòria. Servili Prisc va dirigir la guerra contra els eques amb èxit, conquerint Lavici, on el senat romà va establir immediatament una colònia.[5]

## Naixements
- Epaminondes, home d'estat i general tebà (data probable).[6]

## Necrològiques
- Laques, estrateg atenenc durant la guerra del Peloponnès, mort a Mantinea.[7]